# Wurfbainia
Wurfbainia là một chi thực vật trong họ Zingiberaceae, sinh sống tại ở châu Á. Các loài được ghi nhận trong khu vực Himalaya, miền nam Trung Quốc, Đông Dương cũng như Tây & Trung Malesia. Cho tới năm 2018 nó được coi là đồng nghĩa của Amomum.

## Các loài
Plants of the World Online (2024) công nhận 32 loài như sau:
- Wurfbainia aromatica (Roxb.) Škorničk. & A.D.Poulsen, 2018 (đồng nghĩa: Wurfbainia jainii (S.Tripathi & V.Prakash) Škorničk. & A.D.Poulsen, 2018): Assam, Bangladesh, Đông Himalaya, Nepal.
- Wurfbainia bicorniculata (K.Schum.) Škorničk. & A.D.Poulsen, 2018: Borneo (Kalimantan).
- Wurfbainia biflora (Jack) Škorničk. & A.D.Poulsen, 2018: Bán đảo Mã Lai, Sumatra.
- Wurfbainia blumeana (Valeton) Škorničk. & A.D.Poulsen, 2018: Java.
- Wurfbainia compacta (Sol. ex Maton) Škorničk. & A.D.Poulsen, 2018: Sumatra, tây Java. Du nhập vào Ấn Độ, tiểu Sunda, bán đảo Mã Lai, trung nam Trung Quốc (gồm cả Hải Nam). Bạch đậu khấu hoa đặc, bạch đậu khấu Trảo Oa.
- Wurfbainia elegans (Ridl.) Škorničk. & A.D.Poulsen, 2018: Philippines.
- Wurfbainia ellipticarpa Kaewsri, 2022: Thái Lan.
- Wurfbainia geostachyoides Kaewsri, 2022: Thái Lan.
- Wurfbainia glabrifolia (Lamxay & M.F.Newman) Škorničk. & A.D.Poulsen, 2018: Lào.
- Wurfbainia globosa Kaewsri, 2022: Thái Lan.
- Wurfbainia gracilis (Blume) Škorničk. & A.D.Poulsen, 2018: Tây Sumatra, Java.
- Wurfbainia graminea (Wall. ex Baker) Škorničk. & A.D.Poulsen, 2018: Myanmar.
- Wurfbainia hedyosma (I.M.Turner) Škorničk. & A.D.Poulsen, 2018: Philippines.
- Wurfbainia longiflora Kaewsri, 2022: Thái Lan.
- Wurfbainia longiligularis (T.L.Wu) Škorničk. & A.D.Poulsen, 2018: Lào, Thái Lan, đông nam Trung Quốc, Việt Nam. Sa nhân tím, sa nhân Việt Nam, mè tré bà; dương xuân sa, sa nhân Hải Nam, sa nhân lưỡi dài, mè trẻ bà.
- Wurfbainia micrantha (Ridl.) Škorničk. & A.D.Poulsen, 2018: Bán đảo Mã Lai.
- Wurfbainia microcarpa (C.F.Liang & D.Fang) Škorničk. & A.D.Poulsen, 2018: Lào, Myanmar, Trung Quốc (nam Quảng Tây), Việt Nam. Sa nhân hạt nhỏ.
- Wurfbainia mindanaensis (Elmer) Škorničk. & A.D.Poulsen, 2018: Philippines (Mindanao).
- Wurfbainia mollis (Ridl.) Škorničk. & A.D.Poulsen, 2018: Thái Lan, bán đảo Mã Lai (Pahang).
- Wurfbainia neoaurantiaca (T.L.Wu, K.Larsen & Turland) Škorničk. & A.D.Poulsen, 2018: Miền nam Vân Nam.
- Wurfbainia palawanensis (Elmer) Škorničk. & A.D.Poulsen, 2018: Philippines (Palawan).
- Wurfbainia parviflora Kaewsri, 2022: Thái Lan.
- Wurfbainia quadratolaminaris (S.Q.Tong) Škorničk. & A.D.Poulsen, 2018: Miền nam Vân Nam.
- Wurfbainia rubrofasciata Docot & Domingo, 2022: Philippines.
- Wurfbainia schmidtii (K.Schum.) Škorničk. & A.D.Poulsen, 2018: Campuchia, Lào, Thái Lan, Việt Nam. Riềng hai hoa, sa nhân hai hoa, sa nhân hồi. Phạm Hoàng Hộ (1999)[5] và Trung tâm dữ liệu thực vật Việt Nam coi nó đồng nhất với A. biflorum Jack, 1820 = Wurfbainia biflora.
- Wurfbainia staminidiva (Gobilik, A.L.Lamb & A.D.Poulsen) Škorničk. & A.D.Poulsen, 2018: Borneo.
- Wurfbainia tenella (Lamxay & M.F.Newman) Škorničk. & A.D.Poulsen, 2018: Lào, Việt Nam.
- Wurfbainia testacea (Ridl.) Škorničk. & A.D.Poulsen, 2018: Borneo, bán đảo Mã Lai, Thái Lan, Trung Quốc (trung nam, đông nam), Việt Nam. Bạch đậu khấu.
- Wurfbainia uliginosa (J.Koenig ex Retz.) Giseke, 1792 - loài điển hình. Campuchia, Lào, bán đảo Mã Lai, Myanmar, Sumatra, Thái Lan, Việt Nam. Sa nhân trứng, sa nhân dương xuân.
- Wurfbainia vera (Blackw.) Škorničk. & A.D.Poulsen, 2018: Campuchia, Sumatra, Thái Lan, Việt Nam. Bạch đậu khấu, bạch đậu khấu Krervanh.
- Wurfbainia villosa (Lour.) Škorničk. & A.D.Poulsen, 2018: Bangladesh, Campuchia, Lào, Myanmar, Thái Lan, Trung Quốc (trung nam và đông nam), Việt Nam. Sa nhân đỏ, mè tré bà, dương xuân sa nhân, co nénh, la vê.
- Wurfbainia yingyongii Kaewsri, 2022: Thái Lan.